# Mario Zanchin
Mario Zanchin (* 3. Dezember 1912 in Fratte; † 19. September 2003) war Bischof von Fidenza.

## Leben
Mario Zanchin empfing am 7. Juli 1935 die Priesterweihe.
Papst Johannes XXIII. ernannte ihn am 30. September 1962 zum Bischof von Fidenza. Der Bischof von Padua, Girolamo Bartolomeo Bortignon OFMCap, weihte ihn am 11. November desselben Jahres zum Bischof; Mitkonsekratoren waren Arrigo Pintonello, Militärvikar von Italien, und Giuseppe Stella, Bischof von Luni o La Spezia, Sarzana e Brugnato.
Am 16. Dezember 1962 wurde er ins Amt eingeführt. Er nahm an allen Sitzungsperiode des Zweiten Vatikanischen Konzils teil. Am 13. August 1988 nahm Johannes Paul II. seinen altersbedingten Rücktritt an.